# Lijst van Eerste Kamerleden voor de Boerenpartij
Een overzicht van alle Eerste Kamerleden voor de Boerenpartij.
| Eerste Kamerlid  | Begindatum        | Einddatum        |
| ---------------- | ----------------- | ---------------- |
| Hendrik Adams    | 20 september 1966 | 15 oktober 1966  |
| Jan de Groote    | 8 november 1966   | 9 mei 1971       |
| Simon van Marion | 23 september 1969 | 9 mei 1971       |
| Simon van Marion | 17 september 1974 | 31 oktober 1976  |
| Bertus Maris     | 23 november 1976  | 14 februari 1978 |
| Aart Snoek       | 20 september 1966 | 9 mei 1971       |